# Tigridia raimondii
Tigridia raimondii är en irisväxtart som beskrevs av Pierfelice Ravenna. Tigridia raimondii ingår i släktet Tigridia och familjen irisväxter. Inga underarter finns listade i Catalogue of Life.